# Przewłoka (gromada)
Przewłoka – dawna gromada, czyli najmniejsza jednostka podziału terytorialnego Polskiej Rzeczypospolitej Ludowej w latach 1954–1972.
Gromady, z gromadzkimi radami narodowymi (GRN) jako organami władzy najniższego stopnia na wsi, funkcjonowały od reformy reorganizującej administrację wiejską przeprowadzonej jesienią 1954 do momentu ich zniesienia z dniem 1 stycznia 1973, tym samym wypierając organizację gminną w latach 1954–1972.
Gromadę Przewłoka z siedzibą GRN w Przewłoce – jako jedną z 8759 gromad na obszarze Polski – w powiecie radzyńskim w woj. lubelskim na mocy uchwały nr 15 WRN w Lublinie z dnia 5 października 1954. W skład jednostki weszły obszary dotychczasowych gromad Przewłoka, Wola Przewłocka i Zaniówka ze zniesionej gminy Milanów oraz obszar dotychczasowej gromady Kolano ze zniesionej gminy Jabłoń w tymże powiecie.
13 listopada 1954 gromada weszła w skład nowo utworzonego powiatu parczewskiego w tymże województwie, gdzie ustalono dla niej 22 członków gromadzkiej rady narodowej.
1 stycznia 1960 do gromady Przewłoka włączono wieś i kolonię Chmielów, wieś Korona oraz kolonie Marianówka, Czortówka, Julianówka i Holendernia ze zniesionej gromady Chmielów w tymże powiecie.
31 grudnia 1961 do gromady Przewłoka włączono wieś i PGR Kalinka z gromady Podedwórze w powiecie włodawskim w tymże województwie.
Gromada przetrwała do końca 1972 roku, czyli do kolejnej reformy gminnej.